# Asta
Asta je žensko osebno ime.

## Izvor imena
Ime Asta je različica ženskega osebnega imena Anastazija.

## Pogostost imena
Po podatkih Statističnega urada Republike Slovenije je bilo na dan 31. decembra 2007 v Sloveniji število ženskih oseb z imenom Asta: 27.

## Osebni praznik
Osebe z imenom Asta lahko godujejo takrat kot osebe z imenom Anastazija.